# Kabaret Małżeński
Kabaret Małżeński – polski kabaret założony przez małżeństwo bardzo doświadczonych artystów kabaretowych: Małgorzatę Czyżycką i Przemysława Żejmo. Oboje są związani z innymi kabaretami, Małgorzata Czyżycka z Kabaretem Ciach, a Przemysław Żejmo z Kabaretem Jurki.
Projekt powstał w czasie lockdownu podczas pandemii COVID-19. Najpierw w domowym zaciszu para zaczęła tworzyć krótkie filmy inspirowane „samym życiem”. Później do kabaretu dołączył Marcin Wiśniewski. Ich skecze ukazują głównie relacje damsko-męskie.

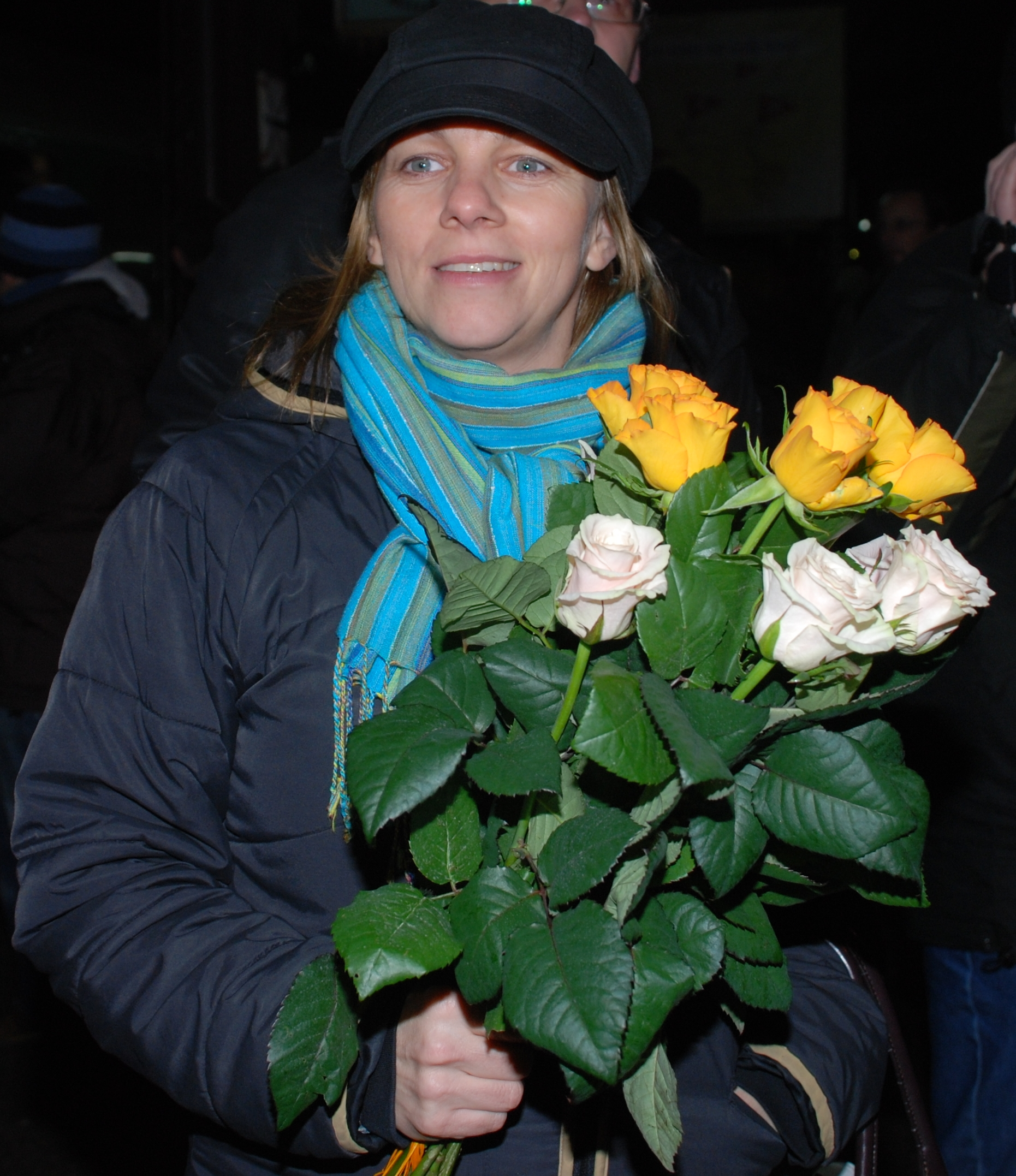
Małgorzata Czyżycka
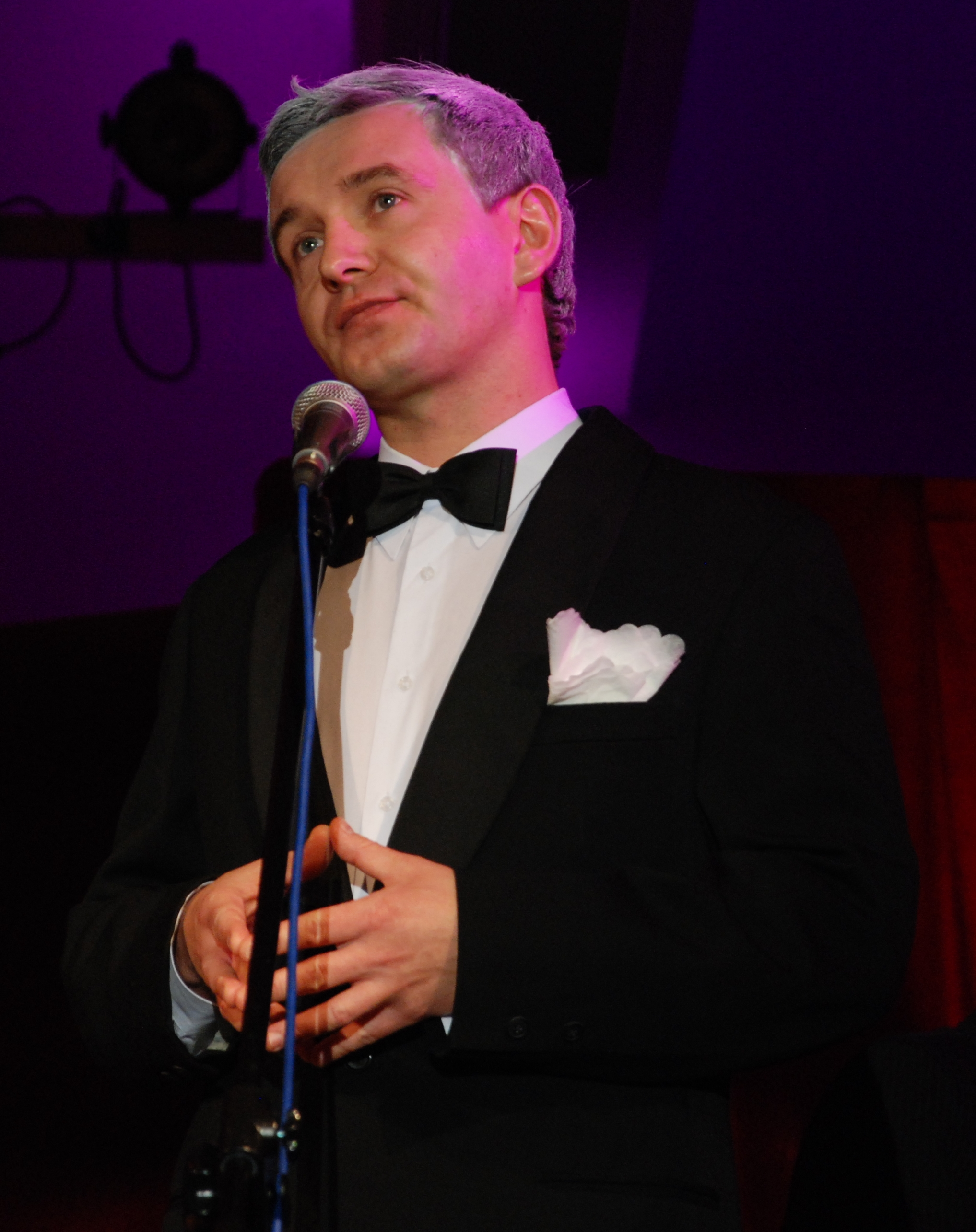
Przemysław Żejmo